# ViViD THE BEST
『ViViD THE BEST』（ヴィヴィッド・ザ・ベスト）は、日本のヴィジュアル系ロックバンド・ViViDが2015年2月25日にエピックレコードジャパンから発売した1枚目のベストアルバムである。

## 内容
前作『THE PENDULUM』から約1年ぶりとなる、初のベストアルバム。

## 収録曲

### DISC 1
1. Take-off 2014
インディーズ1stシングルの表題曲の再録バージョン。
2. Dear 2015
インディーズ2ndシングルの表題曲の再録バージョン。
3. キミコイ
スペシャルボーナストラック盤にのみ収録されている。
4. Across The Border 2015
インディーズ3rdシングルの表題曲の再録バージョン。
5. PRECIOUS
インディーズ4thシングルの表題曲。
6. 「夢」〜ムゲンノカナタ〜
メジャー1stシングルの表題曲。
7. BLUE
メジャー2ndシングルの表題曲。
8. FAKE
メジャー3rdシングルの表題曲。
9. message
メジャー4thシングルの表題曲。
10. REAL
メジャー5thシングルの表題曲。
11. ANSWER
メジャー6thシングルの表題曲。
12. THEATER
1st配信限定シングルの表題曲。
13. 光-HIKARI-
メジャー7thシングルの表題曲。
14. Thank you for all
両A面からなる、メジャー8thシングルの表題1曲目。
15. From the beginning
両A面からなるメジャー8thシングルの表題2曲目。

### DISC 2
1. Rem
メジャー1stシングルのカップリング曲。
2. risk
メジャー1stシングルのカップリング曲。
3. CRISIS
メジャー2ndシングルのカップリング曲。
4. Re:Load
メジャー2ndシングルのカップリング曲。
5. カケラ
メジャー3rdシングルのカップリング曲。
6. 夏花
メジャー3rdシングルのカップリング曲。
7. ring
メジャー4thシングルのカップリング曲。
8. vanity
メジャー4thシングルのカップリング曲。
9. envision my way
メジャー5thシングルのカップリング曲。
10. OVER THE LIMIT
メジャー7thシングルのカップリング曲。
11. NEUTRAL
メジャー8thシングルのカップリング曲。

## 収録映像曲

### DISC 2
1. butterfly(2010.08.08 SHIBUYA-AX)
ViViD 3rd ONEMAN LIVE『Day of Awaking』
2. PRECIOUS(2010.08.08 SHIBUYA-AX)
ViViD 3rd ONEMAN LIVE『Day of Awaking』
3. J-guild(2011.05.15 日比谷野外大音楽堂)
ViViD ONEMAN LIVE TOUR 2011 Dear...ViViD COLORS
4. Trail of Tears(2011.05.15 日比谷野外大音楽堂)
ViViD ONEMAN LIVE TOUR 2011 Dear...ViViD COLORS
5. 「夢」～ムゲンノカナタ～(2012.01.07 日本武道館)
ViViD LIVE 2012 TAKE OFF ～Birth to the NEW WORLD～
6. 夏花(2012.01.07 日本武道館)
ViViD LIVE 2012 TAKE OFF ～Birth to the NEW WORLD～
7. memories in white(2012.07.01 東京国際フォーラム・ホールA)
ViViD TOUR 2012「Welcome to the ROCK★SHOW」
8. EVER(2012.07.01 東京国際フォーラム・ホールA)
ViViD TOUR 2012「Welcome to the ROCK★SHOW」
9. 天音(2014.06.11 ZEPP TOKYO)
ViViD TOUR 2014「THE PENDULUM～ALIVE～」
10. THEATER(2014.06.11 ZEPP TOKYO)
ViViD TOUR 2014「THE PENDULUM～ALIVE～」

### DISC 3
「Dear...ViViD COLORS」
2011.5.15
日比谷野外大音楽堂 BEST GIGS
Across The Border
Take-off
PRECIOUS
Rem
夢ノミチシルベ
「夢」～ムゲンノカナタ～
BLUE
risk
CRISIS
Dear